# Frank Mitchell MacPherson
Pour les articles homonymes, voir MacPherson.
Frank Mitchell MacPherson  (29 mars 1884-11 novembre 1981) est un homme politique canadien de la Colombie-Britannique. Il est député provincial libéral de la circonscription britanno-colombienne de Cranbrook de 1928 jusqu'à sa démission en 1939.
Il siège au cabinet du premier ministre Duff Pattullo au poste de ministre des Travaux publics de 1933 à 1939.

## Biographie
Né à Wooler en Ontario, MacPherson fréquente l'école publique de Smiths Falls et de Kingston. S'établissant à Cranbrook en 1910, il fait l'acquisition du Hanson Garage Company et opère la F. M. MacPherson Funeral Service He also served as an alderman on the Cranbrook City Council.
MacPherson entame une carrière publique en siégeant comme conseiller municipal de Cranbrook.
En 1944, il s'installe à Ottawa et siège comme commissaire au conseil de la Commission des Transports du Canada.
MacPherson meurt à Ottawa en novembre 1981 à l'âge de 97 ans.